# Трагедия на Хилзбъро
Трагедията на „Хилзбъро“ (на английски: Hillsborough Disaster) се случва на 15 април 1989 г. на стадиона „Хилзбъро“ в Шефилд, Англия, по време на футболна среща между ФК „Ливърпул“ и ФК „Нотингам Форест“.
Загиват 96 души (фенове на „Ливърпул“), въпреки че за времето си стадионът „Хилзбъро“ е нареждан сред най-добрите в Англия.

## Развитие
На 15 април 1989 в 3 ч. следобед на стадиона „Хилзбъро“ в Шефилд, Англия започва футболната среща между ФК „Ливърпул“ и „Нотингам Форест“. По онова време стотици фенове все още са пред вратите на стадиона.
Полицията решава да отвори изход С. Когато това става, огромна тълпа нахлува в стадиона и се насочва към централно разположените сектори 3 и 4. Феновете най-отпред са притиснати към 4-метровата ограда, но освен тях никой друг не забелязва какво се случва. Между отделните сектори е имало здрави стоманени прегради за предпазване от хулигански прояви.
В 15:06 съдията спира мача, след като хората панически започват да прескачат оградите и да нахлуват на игрището. Единственият изход е към игрището. Малка част от оградата рухва и през пролуката се излива поток от задъхващи се хора, ранени и мъртви, докато други продължават да прескачат оградите.
Полицията и „Бърза помощ“ не смогват да помогнат на ранените. Въпреки това голяма част от полицията прави кордон, като блокира 3/4 от игрището, за да не могат феновете на „Ливърпул“ да достигнат тези на „Нотингам“. Парадоксално фенове на „Нотингам“, опитали се да излязат на тревата, за да окажат помощ, са спрени.

## Последствия
94 души загиват на стадиона, 3-ма почиват от раните си по-късно в болница. 700 души са ранени.

## Разследване
Разследването на причините, довели до трагедията, е възложено на лорд Джъстис Тейлър. 31 дни по-късно той публикува доклад, известен като Доклад на Тейлър, в който се дават препоръки за преустройство на стадионите:
- седящи места за всички зрители,
- премахване на преградите между отделните сектори,
- поне по 1 изход за всеки 1500 зрители,
- осигуряване на пътища за евакуация от всяка точка на стадиона.

През февруари 2010 година е създадена Независимата комисия по разследване на причините за трагедия на „Хилзбъро“ под ръководството на епископа на Ливърпул Джеймс Джонс, на която е възложено да изучи всички налични материали и документи, свързани с трагедията, за да се изяснят основните въпроси. Работата продължава повече от 2 години и едва на 12 септември 2012 г. е публикуван заключителният отчет на 395 страници. Отчетът предизвиква истинска сензация в страната, доколкото потвърждава, че феновете на „Ливърпул“ са били несправедливо обвинени за случилото се, при което зад това обвинение е стояла полиция на Южен Йоркшър.